# Mpangi Merikani
Mpangi Merikani (Kinshasa, Congo-Kinshasa, 4 de abril de 1967) es un exfutbolista de la República Democrática del Congo que jugaba en la posición de guardameta.

## Carrera

### Club
| Periodo   | Club             |
| --------- | ---------------- |
| 1981-1984 | CS Imana         |
| 1985-1993 | DC Motema Pembe  |
| 1993–1994 | Jomo Cosmos      |
| 1994      | Rabali Blackpool |
| 1995–1997 | Real Rovers FC   |
| 1997–1998 | Santos           |

### Selección nacional
Jugó para Zaire en 35 ocasiones de 1984 a 1996 y participó en tres ediciones de la Copa Africana de Naciones.

## Logros
- Linafoot (1): 1989
- Copa de Zaire (4): 1984, 1985, 1990, 1991
- Segunda División de Sudáfrica (1): 1994